# BODIPY

BODIPY struttura base

Con il nome di BODIPY (abbreviazione di boro-dipirrometene) si indica una classe di coloranti fluorescenti la cui struttura base è costituita dal 4,4-difluoro-4-bora-3a,4a-diaza-s-indacene.
Tra le caratteristiche vi è un basso spostamento di Stokes e un'alta resa quantica.